# Jérôme Lalande
Joseph Jérôme Lefrançois de Lalande (Bourg-en-Bresse, 11. srpnja 1732. — Pariz, 4. travnja 1807.) bio je francuski astronom, slobodni zidar i pisac.
Lalande je studirao pravo u Parizu, ali istovremeno i astronomiju pod nastavničkom palicom Delislea i Lemonniera, koji su tada podučavali na Collège de France. Kada je dobio diplomu pravnika, odlazi u Berlin (1751.) kako bi dokazao da se Lacaillesova računi mjesečeve paralakse podudaraju s opservacijama. Poslije godinu dana prakse u rodnom gradu vraća se u Pariz u kojem je bio Lacaille, i poslije toga posvećuje se do kraja astronomiji. Postao je član Francuske akademije znanosti 1753., profesor na Collège de France postao je 1761., a kasnije direktor opservatorija pri École Militaire.
Njegovo ime nalazi se na popisu 72 znanstvenika ugraviranih na Eifellovom tornju.